# The Umbrella Academy (sèrie de televisió)
The Umbrella Academy (lit. en català: L'Acadèmia Paraïgues) és una sèrie de televisió web TV de superherois estatunidenca basada en la sèrie de còmics del mateix nom publicada per Dark Horse Comics. Ha estat creada per a Netflix per Steve Blackman i desenvolupada per Jeremy Slater. La història gira al voltant d'una família disfuncional de superherois que són germans adoptats i es reuneixen per resoldre el misteri de la mort del seu pare, enmig de l'amenaça d'una apocalipsi imminent. La sèrie està produïda per Borderline Entertainment, Dark Horse Entertainment i Universal Cable Productions.
El repartiment del conjunt de personatges compta amb Elliot Page, Tom Hopper, David Castañeda, Emmy Raver-Lampman, Robert Sheehan, Aidan Gallagher, Cameron Britton i Mary J. Blige. L'adaptació va començar a desenvolupar-se com una pel·lícula que optava per a Universal Pictures al 2011. Tanmateix, va ser presentada a favor d'una sèrie de televisió el 2015, abans de donar llum verda oficialment per Netflix al juliol del 2017. La sèrie es va rodar a Toronto i Hamilton, Ontario.
La primera temporada es va publicar a Netflix el 15 de febrer de 2019. Va rebre crítiques positives per part del sector crític, amb molts que elogien el repartiment i els visuals, tot i que el to i el ritme van ser criticats. A l'abril de 2019, Netflix va informar que 45 milions de llars havien vist la primera temporada durant el primer mes de llançament. La sèrie es va renovar per a una segona temporada, que s'estrenà el 31 de juliol de 2020, i una tercera el 22 de juny de 2022.
Finalment, l'agost de 2022, la sèrie va ser renovada per una quarta i última temporada, la qual va ser estrenada el 8 d'agost de 2024.

## Argument
L'1 d'octubre de 1989, quaranta tres dones de tot el món donen a llum de forma simultània, malgrat que cap d'elles mostrava cap signe d'embaràs fins que va començar el part. Set dels nens són adoptats per l'excèntric multimilionari Sir Reginald Hargreeves, i els va convertir en un equip de superherois el qual ell anomena "The Umbrella Academy". Hargreeves dona als nens números en lloc de noms, però finalment són nomenats per la seva mainadera mare robot, Grace, com: Luther, Diego, Allison, Klaus, Número Cinc (el seu únic nom), Ben i Vanya. Mentre que sis dels seus fills treballen per lluitar contra el crim, Reginald manté Vanya a part de les activitats dels seus germans, ja que suposadament no demostra cap poder propi.
A l'actualitat, Luther és un home meitat animal que va viure quatre anys a la Lluna, Allison és una actriu famosa, Vanya és violinista, Klaus té una addicció a les drogues, Ben és un fantasma que només pot conversar amb Klaus i Diego s'ha convertit en un vigilant amb tendència a buscar problemes. Els germans estranys s'assabenten que Reginald ha mort i es reuneixen pel seu funeral. El número cinc torna del futur, perseguit pels vigilants, i revela que una apocalipsi global és imminent. Mentrestant, els germans reunits intenten descobrir el secret de la seva família disfuncional mentre comencen a separar-se a causa de les seves personalitats i habilitats divergents.

## Repartiment i personatges

### Principals
- Elliot Page com a Vanya Hargreeves / El Violí Blanc (The White Violin) / Número Set, una violinista humil sense aparents habilitats sobrenaturals, cosa que la va allunyar una mica dels seus germans. En realitat, té el poder de convertir les ones sonores en forma d'una força destructiva, una capacitat que el seu pare adoptiu suprimeix amb drogues per evitar que els altres estiguessin fora de perill. T.J. McGibbon i Alyssa Gervasi retraten a una Vanya com a adolescent i com a nena de quatre anys, respectivament.
- Tom Hopper com a Luther Hargreeves / Noi de l'Espai (Spaceboy) / Número U, un astronauta amb una gran força. Va viure quatre anys a la Lluna com a missió del seu pare. Va ser l'únic dels seus germans que no va deixar l'equip i durant una missió va resultar greument ferit. Per salvar-li la vida, Reginald li va injectar un sèrum que va convertir la part superior del seu cos en el d'un simi.[7] Cameron Brodeur retrata a un Luther més jove.
- David Castañeda com a Diego Hargreeves / El Kraken (The Kraken) / Número Dos, un rebel problemàtic amb la capacitat de corbar la trajectòria de tot allò que llança, generalment ganivets.[8] Blake Talabis retrata a un Diego més jove.
- Emmy Raver-Lampman com a Allison Hargreeves / Rumor (The Rumor) / Número Tres, una celebritat amb capacitat de controlar les ments amb la frase "vaig sentir un rumor ...".[7][9] Eden Cupid i Jordana Blake retraten a l'Allison com a adolescent i com a nena de quatre anys, respectivament.
- Robert Sheehan com a Klaus Hargreeves / El Séance (The Séance) / Número Quatre, un drogodependent flamant amb la capacitat de comunicar-se amb els morts i fer-los temporalment corporals.[7] Dante Albidone retrata a un Klaus més jove.
- Aidan Gallagher com a El Noi / Número Cinc, un noi amb capacitat de saltar per l'espai i el temps. Després de viatjar cap al futur va acabar en un món postapocalíptic, sense poder tornar. Va sobreviure pel seu compte durant dècades abans de ser contractat per la Comissió, una agència que mantenia els fitxers en la línia de temps i les figures que la podrien amenaçar. Finalment els va trair per tornar al seu temps original i per avisar a la seva família de l'apocalipsi imminent, motiu pel qual és perseguit constantment per la seva antiga patrona. Tornar al seu temps fa que torni al seu cos de tretze anys. Jim Watson interpreta el paper d'adult i Sean Sullivan retrata a un Número Cinc ancià.
- Mary J. Blige com a Cha-Cha,[10] agent de la Comissió associada al personatge Hazel, ella és directe i la més sociopàtica i despietada dels dos assassins.[11][12]
- Cameron Britton com a Hazel, el company de Cha-Cha, un assassí desil·lusionat amb la seva vida d'agent, que planeja deixar la comissió després d'enamorar-se de la propietària d'una botiga de donuts, Agnes.[13]
- John Magaro com a Leonard Peabody / Harold Jenkins, l'interès amorós de la Vanya. De petit, era un admirador de l'Umbrella Academy i va suplicar unir-se, ja que va néixer el mateix dia com a resultat d'un embaràs normal, però va ser humiliat per Reginald. Després descobriria el diari d'en Reginald, detallant el potencial de la Vanya i s'insereix en la seva vida amb l'objectiu de manipular-la per descobrir i utilitzar els seus poders.[14]
- Adam Godley i Ken Hall com a Pogo, el més proper ajudant de Reginald i un ximpanzé intel·ligent, amb Godley proporcionant la captura de la veu i el rendiment facial, i Hall proporcionant la captura de moviment per al cos i interpretant el personatge al plató.[13][15][16]
- Colm Feore com a Sir Reginald Hargreeves / El Monocle, el pare adoptiu de l'Umbrella Academy i un industrial multimilionari mort en l'actualitat.[13]
- Justin H. Min com a Ben Hargreeves / L'Horror / Número Sis, un noi que pot convocar horrors tentaculars del seu cos. Ben ha mort i apareix regularment amb en Klaus i l'ajuda de tant en tant. Ethan Hwang retrata a un Ben més jove.[17]

### Secundaris
- Sheila McCarthy com a Agnes Rofa, l'interès amorós de Hazel, és la cambrera i pastissera (com també propietària) de Griddy's Donuts.
- Jordan Claire Robbins com a Grace Hargreeves / Mare, un robot construït per Reginald que va fer de mare adoptiva dels membres de l'Umbrella Academy. Es va fabricar després que Vanya continués atacant amb els seus poders a les minyones.[18]
- Ashley Madekwe com a Eudora Patch, detectiu i exparella romàntica de Diego.
- Peter Outerbridge com a director d'orquestra.
- Rainbow Sun Francks com a detectiu Chuck Beaman.
- Matt Biedel com a Sgt. Chedder Dale.
- Kate Walsh com La Manipuladora, cap de la Comissió i l'antiga cap de Cinc.[19]
- Ritu Arya com a Lila (temporada 2).[20]
- Yusuf Gatewood com a Raymond (temporada 2).[20]
- Marin Irlanda com a Sissy (temporada 2).[20]

## Episodis
| Temporada | Temporada | Episodis | Emissió original     |
| Temporada | Temporada | Episodis | Inici                |
| --------- | --------- | -------- | -------------------- |
|           | 1         | 10       | 15 de febrer de 2019 |
|           | 2         | 10       | 31 de juliol de 2020 |
|           | 3         | 10       | 22 de juny de 2022   |
|           | 4         | 6        | 08 de agost de 2024  |

### Temporada 1
| Temporada 1 | Títol original                                    | Títol traduït                             | Direcció         | Guió                                   | Data d'emissió original |
| ----------- | ------------------------------------------------- | ----------------------------------------- | ---------------- | -------------------------------------- | ----------------------- |
| 1           | "We Only See Each Other at Weddings and Funerals" | "Només ens veiem en Casaments i Funerals" | Peter Hoar       | Jeremy Slater                          | 15 de febrer de 2019    |
| 2           | "Run Boy Run"                                     | "Corre, noi, corre"                       | Andrew Bernstein | Steve Blackman                         | 15 de febrer de 2019    |
| 3           | "Extra Ordinary"                                  | "Extra Ordinari"                          | Andrew Bernstein | Ben Nedivi & Matt Wolpert              | 15 de febrer de 2019    |
| 4           | "Man on the Moon"                                 | "Home a la Lluna"                         | Ellen Kuras      | Lauren Schmidt Hissrich                | 15 de febrer de 2019    |
| 5           | "Number Five"                                     | "Número Cinc"                             | Ellen Kuras      | Bob DeLaurentis                        | 15 de febrer de 2019    |
| 6           | "The Day that Wasn't"                             | "El dia que no va ser"                    | Stephen Surjik   | Sneha Koorse                           | 15 de febrer de 2019    |
| 7           | "The Day that Was"                                | "El dia que va ser"                       | Stephen Surjik   | Ben Nedivi & Matt Wolpert              | 15 de febrer de 2019    |
| 8           | "I've Heard a Rumor"                              | "He sentit un rumor"                      | Jeremy Webb      | Lauren Schmidt Hissrich & Sneha Koorse | 15 de febrer de 2019    |
| 9           | "Changes"                                         | "Canvis"                                  | Jeremy Webb      | Bob DeLaurentis & Eric W. Phillips     | 15 de febrer de 2019    |
| 10          | "The White Violin"                                | "El Violí Blanc"                          | Peter Hoar       | Steve Blackman                         | 15 de febrer de 2019    |

### Temporada 2
| Temporada 2 | Títol original                | Títol traduït                | Adaptació                        | Data d'emissió original |
| ----------- | ----------------------------- | ---------------------------- | -------------------------------- | ----------------------- |
| 1           | "Right Back Where We Started" | "De tornada on vam començar" | Steve Blackman                   | 31 de juliol de 2020    |
| 2           | "The Frankel Footage"         | "El Metratge de Frankel"     | Mark Goffman                     | 31 de juliol de 2020    |
| 3           | "The Swedish Job"             | "La Feina Sueca"             | Jesse McKeown                    | 31 de juliol de 2020    |
| 4           | "The Majestic 12"             | "Els Majestuosos 12"         | Bronwyn Garrity                  | 31 de juliol de 2020    |
| 5           | "Valhalla"                    | "Valhalla"                   | Robert Askins                    | 31 de juliol de 2020    |
| 6           | "The Singapore Sling"         | "La Fonda de Singapur"       | Aeryn Michelle Williams          | 31 de juliol de 2020    |
| 7           | "OGA for OGA"                 | "OGA per OGA"                | Nikki Schiefelbein               | 31 de juliol de 2020    |
| 8           | "The Seven Stages"            | "Les Set Etapes"             | Jeremy Webb                      | 31 de juliol de 2020    |
| 9           | "Jello-Time"                  | "L'Hora Jello"               | Bronwyn Garrity & Roberto Askins | 31 de juliol de 2020    |
| 10          | "The End of Something"        | "El final d'alguna cosa"     | Steve Blackman                   | 31 de juliol de 2020    |

### Temporada 3
| Temporada 3 | Títol original                    | Títol traduït                     | Direcció      | Guió                                    | Data d'emissió original |
| ----------- | --------------------------------- | --------------------------------- | ------------- | --------------------------------------- | ----------------------- |
| 1           | “Meet the Family”                 | "Coneix la Família"               | Jeremy Webb   | Steve Blackman i Michelle Lovretta      | 22 de juny de 2022      |
| 2           | “World's Biggest Ball of Twine”   | "La Bola de Fil Més Gran del Món" | Cheryl Dunye  | Jesse McKeown                           | 22 de juny de 2022      |
| 3           | “Pocket Full of Lightning”        | "Butxaca plena de llamps"         | Cheryl Dunye  | Robert Askins                           | 22 de juny de 2022      |
| 4           | “Kugelblitz”                      | “Kugelblitz”                      | Sylvain White | Aeryn Michelle Williams                 | 22 de juny de 2022      |
| 5           | “Kindest Cut”                     | "Tall Més Amable"                 | Sylvain White | Elizabeth Padden                        | 22 de juny de 2022      |
| 6           | “Marigold”                        | "Calendula"                       | Jeff F. King  | Lauren Otero                            | 22 de juny de 2022      |
| 7           | “Auf Wiedersehen”                 | “Auf Wiedersehen”                 | Kate Woods    | Michelle Lovretta                       | 22 de juny de 2022      |
| 8           | “Wedding at the End of the World” | "Casament a la Fi del Món"        | Paco Cabezas  | Jesse McKeown i Aeryn Michelle Williams | 22 de juny de 2022      |
| 9           | “Seven Bells”                     | "Set Campanes"                    | Paco Cabezas  | Robert Askins                           | 22 de juny de 2022      |
| 10          | “Oblivion”                        | "Oblit"                           | Jeff F. King  | Steve Blackman i Robert Askins          | 22 de juny de 2022      |

### Temporada 4
| Temporada 4 | Títol original                                    | Títol traduït                                           | Direcció     | Guió                                                            | Data d'emissió original |
| ----------- | ------------------------------------------------- | ------------------------------------------------------- | ------------ | --------------------------------------------------------------- | ----------------------- |
| 1           | “The Unbearable Tragedy of Getting What You Want” | "La insuportable tragèdia d'aconseguir allò que un vol" | Jeremy Webb  | Steve Blackman i Jesse McKeown                                  | 08 d'agost de 2024      |
| 2           | “Jean and Gene”                                   | "Jean i Gene"                                           | Jeremy Webb  | Molly Nussbaum i Robert Askins                                  | 08 d'agost de 2024      |
| 3           | “The Squid and the Girl”                          | "El calamar i la nena"                                  | Paco Cabezas | Aeryn Michelle Williams i Elizabeth Padden                      | 08 d'agost de 2024      |
| 4           | “The Cleanse”                                     | “La Neteja”                                             | Paco Cabezas | Lauren Otero i Thomas Page McBee                                | 08 d'agost de 2024      |
| 5           | “Six Years, Five Months, and Two Days”            | "Sis anys, cinc mesos i dos dies"                       | Neville Kidd | Jesse McKeown i Andrew Raab                                     | 08 d'agost de 2024      |
| 6           | “End of the Beginning”                            | "La fi de l'inici"                                      | Paco Cabezas | Jesse McKeown, Robert Askins, Christopher High i Steve Blackman | 08 d'agost de 2024      |

## Banda sonora
La banda sonora de la sèrie se separa en dos tipologies: la música original, que és instrumental i s'usa per edificar el to de les escenes on s'utilitza, de manera que passa alguna cosa desapercebuda; i la música d'arxiu, una selecció de cançons preexistents que vol causar un efecte emotiu a l'espectador aprofitant el seu caràcter mitjançant clàssics de diferents dècades, o bé pel contingut de la seva lletra, que pot tenir certa rellevància amb el qual es veu en pantalla.
És en aquest últim cas, on The Umbrella Academy presenta un element que no és tan comú en una sèrie de superherois: els muntatges musicals; uns moments en què, per uns segons, la sèrie sembla convertir-se en un videoclip, però mai perd el seu caràcter narratiu i així, gairebé sense adonar-se per part de l'espectador, la música es converteix en un altre personatge més.

### Cançons
| Nº | Cançó                                             | Intèrpret                                      | Episodi |
| -- | ------------------------------------------------- | ---------------------------------------------- | ------- |
| 1  | Picture Book (Stereo Mix)                         | The Kinks                                      | 1       |
| 2  | Phantom of the Opera Medley                       | Lindsey Stirling                               | 1       |
| 3  | The Walker                                        | Fitz and the Tantrums                          | 1       |
| 4  | Homecoming                                        | Jeff Russo                                     | 1       |
| 5  | I Think We're Alone Now                           | Tiffany                                        | 1       |
| 6  | Istanbul                                          | They Might be Giants                           | 1       |
| 7  | Lonely Kids                                       | Jeff Russo                                     | 1       |
| 8  | Vanya                                             | Jeff Russo                                     | 1       |
| 9  | The Umbrella Academy                              | Jeff Russo                                     | 1       |
| 10 | Run Boy Run                                       | Woodkid                                        | 2       |
| 11 | Goody Two Shoes                                   | Adam Ant                                       | 2       |
| 12 | Don't Stop Me Now                                 | Queen                                          | 2       |
| 13 | Never Tear Us Apart                               | Paloma Faith                                   | 2       |
| 14 | Lost Woman                                        | The Yardbirds                                  | 3       |
| 15 | We're Through                                     | The Hollies                                    | 3       |
| 16 | Sinnerman                                         | Nina Simone                                    | 3       |
| 17 | Blood Like Lemonade                               | Morcheeba                                      | 4       |
| 18 | Shingaling                                        | Tom Swoon                                      | 4       |
| 19 | Mirage                                            | Toro y Moi                                     | 4       |
| 20 | This Year's Love                                  | David Gray                                     | 4       |
| 21 | Hazel and Agnes                                   | Jeff Russo                                     | 4       |
| 22 | In the Heat of the Moment                         | Noel Gallagher's High Flying Birds             | 5       |
| 23 | Mary                                              | Big Thief                                      | 5       |
| 24 | (Feels Like) Heaven                               | Fiction Factory                                | 5       |
| 25 | Symphony No. 7 in A major, Op. 92: II. Allegretto | Johannes Walter, European Festival Orchestra   | 5       |
| 26 | I'll Make It Easy                                 | The Incredibles                                | 5       |
| 27 | Memory Bound                                      | Don Mcginnis                                   | 5       |
| 28 | Happy Together (feat. Ray Toro)                   | Gerard Way, Ray Toro                           | 5       |
| 29 | Soul Kitchen                                      | The Doors                                      | 6       |
| 30 | Dancing In the Moonlight                          | Toploader                                      | 6       |
| 31 | Kill of the Night                                 | Gin Wigmore                                    | 6       |
| 32 | One                                               | Three Dog Night                                | 7       |
| 33 | Caffeine                                          | DJ Roc                                         | 7       |
| 34 | Party in the Hague                                | DJ Roc                                         | 7       |
| 35 | Exit Music (For a Film)                           | RadioHead                                      | 7       |
| 36 | Stormy Weather                                    | Emmy Raver-Lampman                             | 8       |
| 37 | Something On Your Mind                            | Karen Dalton                                   | 8       |
| 38 | Stay with Me                                      | Mary J. Blige                                  | 8       |
| 39 | They Call Me a Fool                               | Damon                                          | 8       |
| 40 | Mad About You                                     | Hooverphonic                                   | 8       |
| 41 | Lundi Matin                                       | La Superstar des Comptines Rondes et Berceuses | 9       |
| 42 | Sunshine, Lollipops and Rainbows                  | Lesley Gore                                    | 9       |
| 43 | All Die Young                                     | Smith Westerns                                 | 9       |
| 44 | Vanya Locked Up                                   | Jeff Russo                                     | 9       |
| 45 | Barracuda                                         | Heart                                          | 10      |
| 46 | Saturday Night                                    | Bay City Rollers                               | 10      |
| 47 | Vanyas Orchestra                                  | Jeff Russo                                     | 10      |
| 48 | Vanyas Orchestra II                               | Jeff Russo                                     | 10      |
| 49 | Apocalypse                                        | Jeff Russo                                     | 10      |
| 50 | Hazy Shade of Winter (feat. Ray Toro)             | Gerard Way                                     | 10      |

## Producció

### Desenvolupament
Universal Studios va optar per una versió cinematogràfica de la sèrie de còmics The Umbrella Academy. Originalment, el guionista Mark Bomback va ser contractat per escriure el guió i Rawson Marshall Thurber el va substituir l'any 2010. Des d'aleshores s'havia parlat poc de la pel·lícula. En una entrevista a Newsarama a la New York Comic Con de 2012, Way va mencionar que hi havia hagut "bones converses" i un "guió realment bo", però que era "una mica adaptat a l'univers".
Al 7 de juliol de 2015, es va anunciar que The Umbrella Academy es convertiria en una sèrie de televisió en lloc d'una pel·lícula original, produïda per Universal Cable Productions. El dia 11 de juliol de 2017, es va anunciar oficialment que Netflix tenia una adaptació de la sèrie com a acció en directe de The Umbrella Academy que es va estrenar el 2019, amb Way i Bá com a productors executius. Jeremy Slater va escriure el guió de l'episodi pilot, i Steve Blackman va exercir de Show runner. La primera temporada de The Umbrella Academy es va estrenar a Netflix el 15 de febrer de 2019.
El 2 d'abril de 2019, la sèrie fou renovada per una segona temporada, que es llançarà el 31 de juliol de 2020. La data de llançament de la temporada va romandre desconeguda fins al 18 de maig de 2020, on es va llançar un teaser on el repartiment principal ballava la cançó "I Think We Alone Now" de Tiffany. Steve Blackman va confirmar a The Hollywood Reporter que vol mantenir-se al corrent del que fan els còmics sense desviar-se massa.

### Rodatge
El rodatge de la primera temporada va començar el 15 de gener de 2018 a Toronto. Gerard Way va publicar al seu compte d'Instagram una il·lustració de Fabio Moon del repartiment i el personal fent la primera llegida del guió a aquesta ciutat. També es va revelar una imatge del primer dia al plató. Rodatges addicionals van tenir lloc a Hamilton, Ontario.
Per al teatre on Vanya actuava amb el seu violí, l'equip va utilitzar el Teatre Elgin de Toronto, al costat del Winter Garden Theatre. La sala de concerts Mazzoleni Concert Hall va servir per representar l'exterior del teatre. L'exterior de la mansió es va rodar en un edifici de Hamilton, mentre que els interiors van ser rodats en estudi. El Centre d'Òpera Joey & Toby Tanenbaum es va rodar per a una escena exterior i l'Estació Nacional de Ferrocarrils del Canadà es va utilitzar per a una escena de robatori bancari. Es va rodar un laboratori de la Universitat de Toronto per representar l'edifici Meritech Prosthetics. La filmació va concloure el 18 de juliol de 2018.
El rodatge per a la segona temporada va començar el juny de 2019 i va concloure el 23 de novembre de 2019.

### Efectes visuals
Els efectes visuals de la sèrie són gestionats per SpinVFX i Weta Digital, que només es va dedicar amb el personatge Pogo. El supervisor de VFX, Everet Burrell, va confirmar que va utilitzar tècniques artístiques tradicionals d'art conceptual i va fer referència a grans actors amb cares icòniques. Burrell va trucar a Weta Digital, que abans treballava per a la sèrie reiniciada Planet of the Apes, per desenvolupar els efectes visuals pel personatge de Pogo. Ken Hall va proporcionar la captura de moviment per a Pogo amb un vestit gris per fer més tard edicions a les seves captures per crear el CGI del ximpanzé, amb Adam Godley fent les expressions facials i la veu que actuaven del personatge.
SpinVFX va confirmar que van lliurar almenys 563 captures per a la sèrie. Per fer els efectes del show, l'equip va requerir una sèrie de complexes simulacions d'efectes, desenvolupament de criatures i destruccions massives.
Pels efectes del número cinc saltant a través del temps i l'espai, Burrell va voler que els efectes es veiessin orgànics i líquids, representant el temps i el món que es giren al seu voltant quan salta i la rapidesa que ha de ser. Per a aquests efectes, va utilitzar més de 30 fotogrames en els primers episodis, però amb el progrés de la sèrie, això es va reduir a només 10 fotogrames. A aquest metratge, l'equip va iterar diversos tipus d'efectes de salt espacial, des de la distorsió pesada a les imatges més subtils. L'equip d'efectes visuals va començar amb algunes proves d'R + D. Al final, l'efecte final, anomenat "visió de gelatina", es va fer servir per fer la sèrie, amb Burrell que expressava: "com si estiguessis pressionant la mà per una membrana de gelatina, només uns segons, i després apareix. És realment, molt subtil, però si teniu una mica de textura, obteniu una mica d'estriacions, gairebé com que l'univers es dobla quan fa els seus salts espacials".
En una entrevista amb Burrell, va confirmar que, per desenvolupar les seqüències on es congela el temps, l'equip es va veure obligat a prendre algunes captures d'algunes plaques BG en escenaris reals, amb els actors sent fotografiats a la part del darrere de l'escenari, ja que creant aquest escenari d'efectes no seria possible fer-ho tot en una sola ubicació. L'ús d'aquests efectes es va considerar únic perquè van utilitzar la tècnica del croma com a suport. Van anomenar a aquest efecte "Tres Franges" en honor del procés Technicolor usat als anys trenta.

## Recepció

### Audiència
El 16 d'abril de 2019, Netflix va anunciar que la sèrie havia estat transmesa per més de 45 milions d'espectadors al seu servei durant el seu primer mes de llançament. Va ser la tercera sèrie de televisió més popular a Netflix al 2019.

### Crítica
A l'agregador de revisions Rotten Tomatoes, el 75% de 88 comentaris crítics són positius per a la primera temporada, i la valoració mitjana és de 7,2 sobre 10. El consens del crític al lloc web diu: "The Umbrella Academy desplega un fil imaginant amb emoció furtiva i un conjunt excepcionalment convincent, però la sensibilitat enfora de la sèrie sovint xoca amb els seus esquemes de gènere". Metacritic, que utilitza una mitjana ponderada, va assignar a la sèrie una puntuació de 61 sobre 100 basada en 22 crítiques, indicant "ressenyes generalment favorables".
Alguns crítics van assenyalar similituds entre The Umbrella Academy, Doom Patrol de DC Universe i la sèrie X-Men de Marvel Comics, tant positivament com negativament.
Per a la segona temporada, Rotten Tomatoes va identificar el 92% de 48 comentaris com a positiu, amb una valoració mitjana de 8,23/10. El consens crític del lloc web afirma que: "la prova que el temps pot curar gairebé totes les ferides", "la il·lusionant segona temporada de The Umbrella Academy alleugera la seva càrrega tonal sense perdre el nucli emocional, donant als super germans espais que creixen alhora que es doblen amb els divertits viatges en el temps".

### Controvèrsia
Alguns escriptors jueus van criticar que The Umbrella Academy retratés a The Handler. En particular, l'ús de l'idioma ídix i la seva pertinença a una societat secreta que provoca discretament fets catastròfics foren percebuts junts com un estereotip antisemític de la gent jueva que controla en secret i maleeix els esdeveniments mundials.

### Premis
| Any  | Associació                          | Categoria                                                                                  | Nominats/des | Resultat  | Ref.   |
| ---- | ----------------------------------- | ------------------------------------------------------------------------------------------ | --- | --------- | ------ |
| 2019 | Teen Choice Awards                  | Millor actriu en una serie de ciència-ficció/fantasia                                      | Elliot Page | Nominat   | [ 63 ] |
| 2019 | Saturn Awards                       | Millor series de superherois per Internet                                                  | The Umbrella Academy | Nominat   | [ 64 ] |
| 2019 | Saturn Awards                       | Millor actriu secundària per una presentació per Internet                                  | Elliot Page | Nominat   | [ 64 ] |
| 2019 | Primetime Emmy Awards               | Millor disseny de producció per un programa de narrativa contemporània (una hora o més)    | Mark Worthington, Mark Steel & Jim Lambie (per "We Only See Each Other at Weddings and Funerals")                                                                         | Nominat   | [ 65 ] |
| 2019 | Primetime Emmy Awards               | Millors efectes especials                                                                  | Everett Burrell, Chris White, Jeff Campbell, Sebastien Bergeron, Sean Schur, Steve Dellerson, Libby Hazell, Carrie Richardson & Misato Shinohara (per "The White Violin") | Nominat   | [ 65 ] |
| 2019 | People's Choice Awards              | EL programa per fer "maratons" del 2019                                                    | The Umbrella Academy | Nominat   | [ 66 ] |
| 2019 | People's Choice Awards              | La sèrie de ciència-ficció/fantasia del 2019                                               | The Umbrella Academy | Nominat   | [ 66 ] |
| 2020 | Visual Effects Society Awards       | Millor personatge animate en un episodi o "Real-Time Project"                              | Aidan Martin, Craig Young, Olivier Beierlein & Laurent Herveic (per "Pilot; Pogo")                                                                                        | Nominat   | [ 67 ] |
| 2020 | Casting Society of America          | Television Pilot & First Season – Drama                                                    | Junie Lowry Johnson, Libby Goldstein, abril Webster, Robin D. Cook, Samantha Garrabrant, Josh Ropiequet & Jonathan Oliveira                                               | Nominat   | [ 68 ] |
| 2020 | Art Directors Guild Awards          | One-Hour Contemporary Single-Camera Series                                                 | Mark Worthington (per "We Only See Each Other at Weddings and Funerals")                                                                                                  | Guanyador | [ 69 ] |
| 2021 | Critics' Choice Super Awards        | Millor serie de superherois                                                                | The Umbrella Academy | Nominat   | [ 70 ] |
| 2021 | GLAAD Media Awards                  | Millor serie de drama                                                                      | The Umbrella Academy | Nominat   | [ 71 ] |
| 2021 | Annie Awards                        | Millor animació d'un personatge - Live Action                                              | Aidan Martin, Hunter Parks, Craig Young, Viki Yeo & Krystal Sae Eua | Nominat   | [ 72 ] |
| 2021 | Motion Picture Sound Editors Awards | Millor assoliment en edició de so - diàleg/ADR - mitjans de transmissió de format curt     | John Benson & Jason Krane (per "The End of Something") | Nominat   | [ 73 ] |
| 2021 | Motion Picture Sound Editors Awards | Millor assoliment en edició de so - format de transmissió curt - Música                    | Jen Malone & Lodge Worster (for "Valhalla") | Nominat   | [ 73 ] |
| 2021 | Saturn Awards                       | Millor adaptació d'una sèries de superherois                                               | The Umbrella Academy | Nominat   | [ 74 ] |
| 2021 | MTV Movie & TV Awards               | Millor actuació en una sèries                                                              | Elliot Page | Nominat   | [ 75 ] |
| 2021 | Primetime Emmy Awards               | Millor cinematografia per a una sèrie d'una sola càmera (una hora)                         | Neville Kidd (per "Right Back Where We Started") | Nominat   | [ 76 ] |
| 2021 | Primetime Emmy Awards               | Millor vestuari de fantasia/ciència-ficció                                                 | Christopher Hargadon, Heather Crepp, William Ng i Jane Fieber (per "The Frankel Footage")                                                                                 | Nominat   | [ 76 ] |
| 2021 | Primetime Emmy Awards               | Millor edició de so en una sèrie de comèdia o drama (una hora)                             | John Benson, Jason Krane, John Snider, AJ Shapiro, Dario Biscaldi, Lodge Worster, Lindsay Pepper i Zane D. Bruce (per "The End of Something")                             | Nominat   | [ 76 ] |
| 2021 | Primetime Emmy Awards               | Millor efectes especials en un episodi                                                     | Everett Burrell, Phillip Hoffman, Jesse Kawzenuk, Christopher Stack, Sophie Vertigan, Jeff Campbell, Laurent Spillemaecker, R. Christopher White i Ryan Freer (per "743") | Nominat   | [ 76 ] |
| 2022 | Premis Saturn                       | Millor sèrie de televisió d'acció i aventura en streaming                                  | The Umbrella Academy | Nominat   | [ 77 ] |
| 2022 | Premis Saturn                       | Millor actor secundari en una sèrie de televisió en streaming                              | Elliot Page | Guanyador | [ 77 ] |
| 2022 | Premis People's Choice              | Sèrie de Ciència Ficció/Fantasia del 2022                                                  | The Umbrella Academy | Nominat   | [ 78 ] |
| 2023 | Premis Visual Effects Society       | Millor personatge animat en un episodi o projecte en temps real                            | Aidan Martin, Hannah Dockerty, Olivier Beierlein i Miae Kang | Guanyador | [ 79 ] |
| 2023 | Premis Critics' Choice Super        | Millor actor en una sèrie de superherois, sèrie limitada o pel·lícula feta per a televisió | Elliot Page | Nominat   | [ 80 ] |